# 克塔铁路
克塔铁路是中国新疆维吾尔自治区境内的一条铁路，南起奎北铁路克拉玛依市百口泉站接轨，沿克拉玛依市、百口泉油田向北，经托里县铁厂沟镇、额敏县，到达终点塔城市。线路全长291千米，2019年5月30日建成通车。主要服务塔城地区矿石外运。

## 历史
- 2012年11月28日，新疆克塔铁路有限责任公司注册成立[2]。
- 2013年3月进行可行性研究。
- 2014年5月开工建设一期工程，2017年底，一期工程建成通车。
- 2016年，开工建设二期工程[3]，2019年5月30日建成通车[4]。截止2025年，开行两对客运列车至塔城。